# Bracia czescy
Bracia Czescy, Jednota Braci Czeskich, Jednota Bracka (cz. Jednota bratří českých, Jednota bratrská, łac. Unitas Fratrum) – ruch społeczno-religijny w Czechach, który wyłonił się z husytyzmu w drugiej połowie XV wieku. W XVI wieku bracia czescy podjęli dialog z Kościołami ewangelickimi, w wyniku którego przyłączyli się do protestantyzmu – w Polsce w 1645 roku przyłączyli się do Kościoła reformowanego.

## Historia

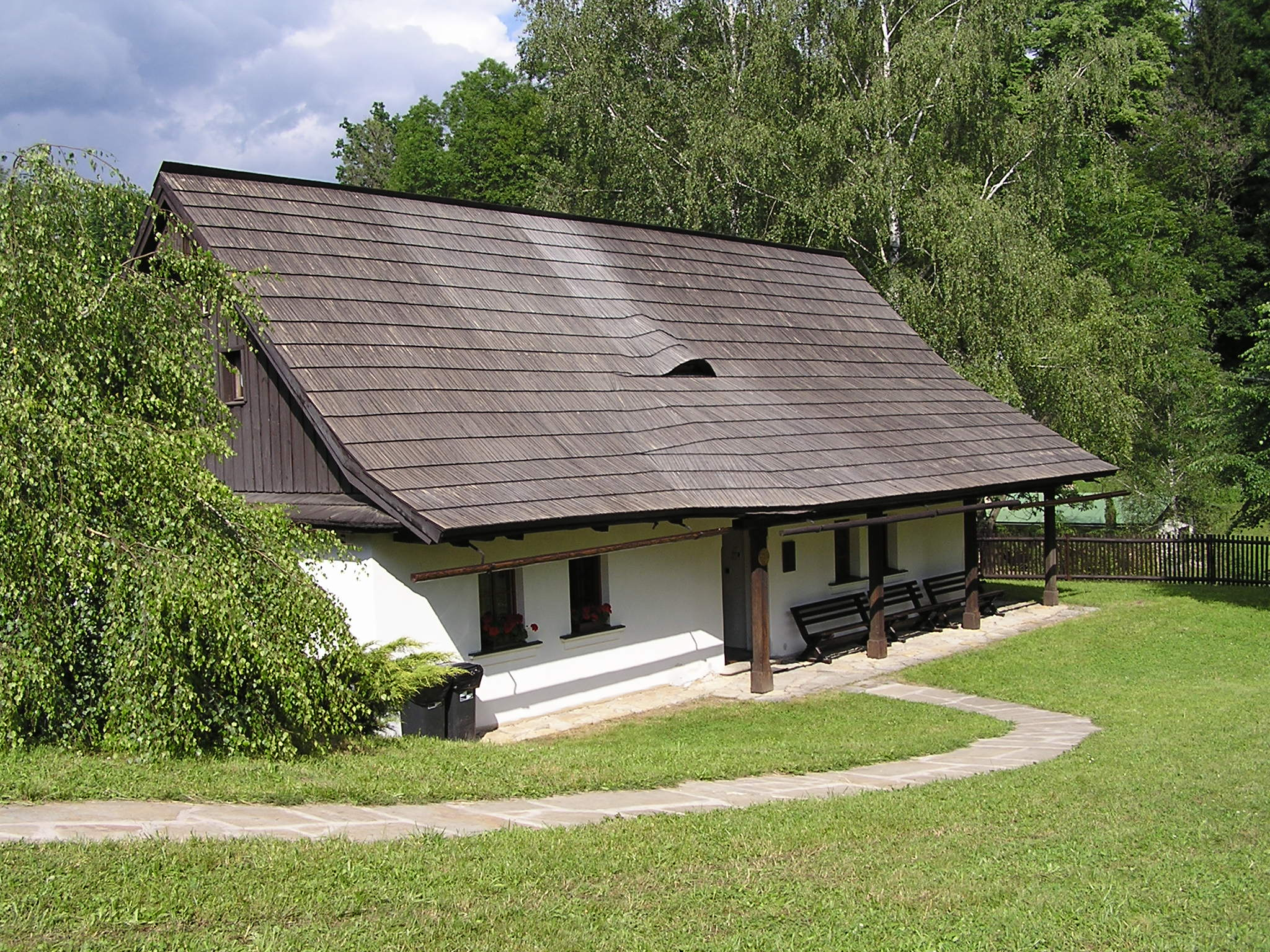
Domek Na Sboru w Kunvaldzie

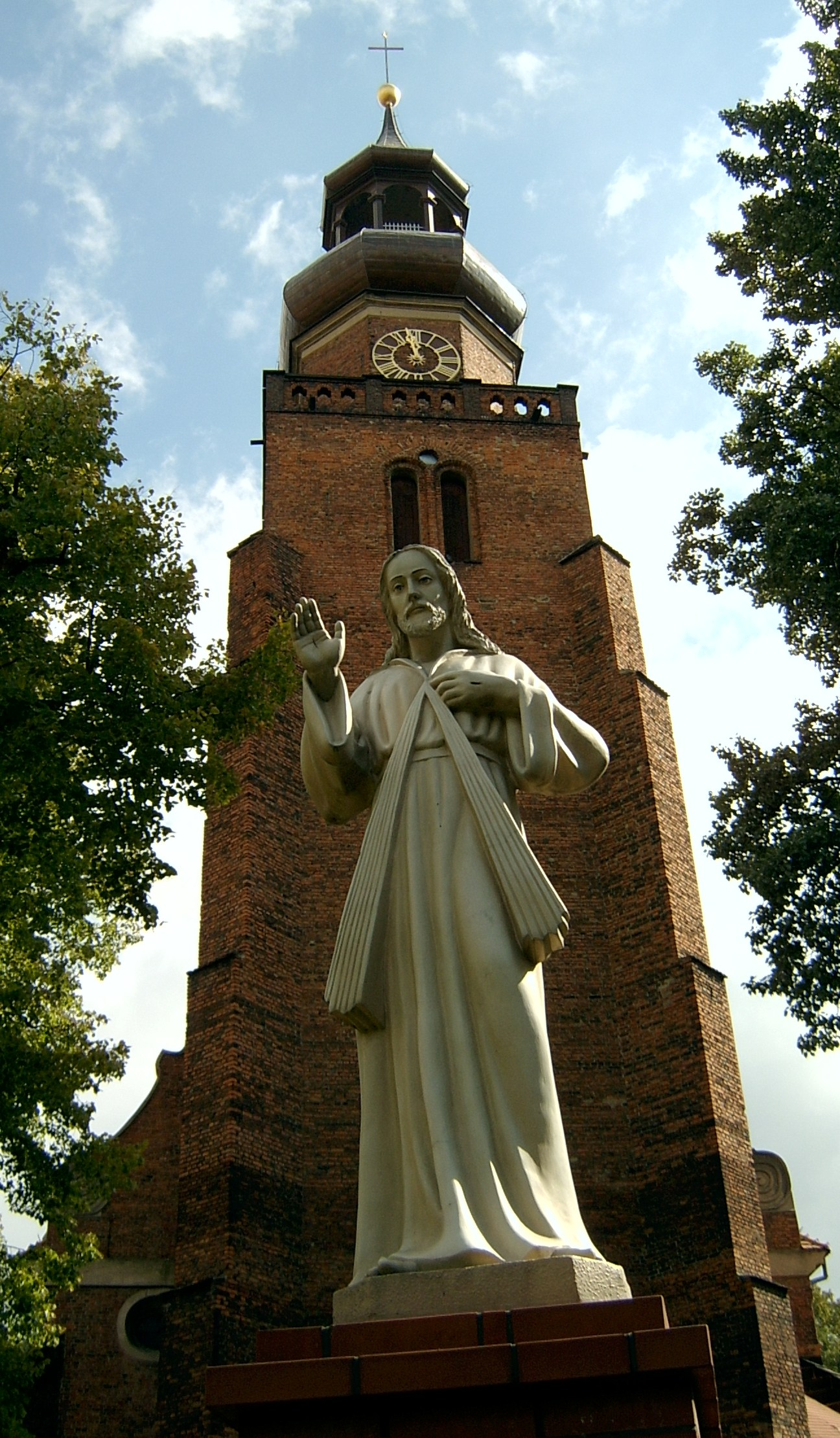
Kościół św. Jana Chrzciciela w Lesznie, dawna świątynia braci czeskich

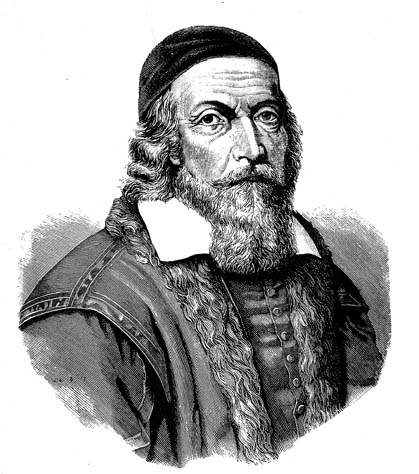
Jan Ámos Komenský, senior braci czeskich

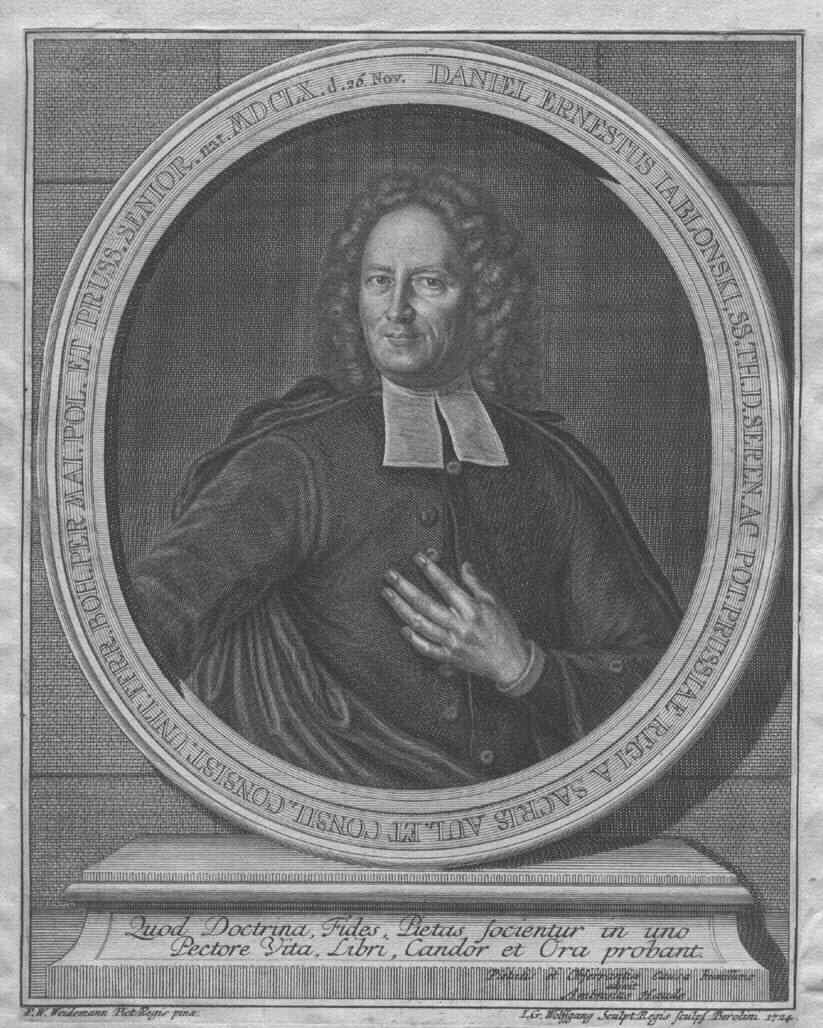
Daniel Ernest Jabłoński, senior braci czeskich

### Geneza Unitas Fratrum
Ruch braci czeskich zapoczątkował taborycki myśliciel Petr Chelčický, który swoim pacyfistycznym postępowaniem oraz traktatami etycznymi natchnął pewną część husytów do życia we wspólnotach wzorujących się na apostołach i urzeczywistniających napomnienia Jezusa Chrystusa z Kazania na Górze.
Jedną z takich grup było Bractwo Ewangelii Chrystusa powstałe 1 marca 1457 roku z inspiracji arcybiskupa Jana Rokycana w miejscowości Kunvald koło Žamberka. Społeczność ta, rekrutująca się z resztek taborytów, której przywódcą był Řehoř Krajčí oraz utrakwistyczny ksiądz Michał z Žamberka, osiadła w dobrach Jerzego z Podiebradów. Od 1464 roku grupa ta zaczęła dążyć do niezależności od Kościoła katolickiego.

### Synod w Lhotce
26 marca 1467 roku z inicjatywy Řehořa Krajčego w Lhotce pod Rychnovem odbył się pierwszy synod gmin braci czeskich, podczas którego doszło do wyodrębnienia się tej grupy husyckiej jako odrębnego Kościoła. Członkowie nowej wspólnoty, która przyjęła nazwę Jednota Braci Czeskich (łac. Unitas Fratrum), wybrali spośród siebie pierwszych duchownych: Eliasza z Chřenovic, Tomasza Přeloučskýego oraz seniora kongregacji, Macieja z Kunvaldu, którego ordynował ksiądz Michał z Žamberka, wcześniej ordynowany biskupem przez biskupa waldensów, Stefana.

### Jednota Bracka w Królestwie Czech
Synod w Lhotce stał się powodem schizmy między utrakwistami, katolikami i braćmi czeskimi. Nieliczne wówczas grupy Jednoty traktowane były w Czechach jako nielegalna sekta i stały się celem prześladowań. Z drugiej jednak strony przyłączali się do nich idealiści związani do tej pory z Kościołem utrakwistycznym, a także resztki wspólnot chrześcijańskich działających w ramach husytyzmu od XV wieku. Kontakty z waldensami spowodowały, że król Maciej Korwin w 1481 wygnał przedstawicieli Jednoty z Czech do Mołdawii. Bracia czescy powrócili jednak do ojczyzny i osiedli głównie na Morawach, gdzie uzyskali przychylność miejscowego rycerstwa i utworzyli drugą po czeskiej prowincję kościelną.
Pod koniec XV wieku wspólnota liczyła już około 100 tys. wiernych zorganizowanych w ponad tysiącu zborów. W związku z dużą liczbą zamożnych i wpływowych neofitów w szeregach braci czeskich doszło do rozłamu w kwestii stosunku członków Kościoła do pełnienia funkcji publicznych oraz edukacji. Mniejszość (Amozyci), na których czele stała starszyzna i duchowieństwo, opowiadała się za izolacją ruchu i zachowaniem rygoryzmu, jaki wynikał z pism Chelčickego. Większość (Stronnictwo Większości), której przewodził młody senior Jednoty Łukasz Praski, dążyła do reform doktryny.
W wyniku odbytego w 1496 roku, w celu przedyskutowania trapiących Kościół spraw, synodu w Chlumcu wprowadzono znaczące zmiany. Bracia czescy z zamkniętej kongregacji przeistoczyli się w nowy Kościół przyjmujący wiernych bez potrzeby ponownego chrztu. Rozwinięto również postulat nauki o potrzebie zdobywania wiedzy. Przegłosowano program o rozwoju edukacji i udzielaniu się wiernych w życiu publicznym Królestwa Czech.
Ortodoksyjni braci czescy tzw. amozyci utworzyli wówczas odrębną wspólnotę, która jednak nie rozwinęła się nigdy w większy Kościół i zanikła stosunkowo szybko z powodu kurczącej się liczby wyznawców w połowie XVI wieku.

### Wpływ protestantyzmu na braci czeskich
W okresie reformacji bracia czescy nawiązali kontakty z Marcinem Lutrem i Ulrichem Zwingli. Za sprawą seniora Jana Augusty przyjęli wzorowane na wyznaniu ewangelicko-augsburskim wyznanie Konfesji Braterskiej (Confessio Bohemica). Dzięki seniorowi Janowi Blahoslavowi doczekali się własnego tłumaczenia Pisma Świętego (Biblia kralicka). W drugiej połowie XVI wieku pod wpływem kalwinizmu odrzucili rygorystyczne praktyki katechumenatu dla nowych wiernych, celibat duchownych i spowiedź indywidualną.

### Emigracja braci czeskich
Rozwój braci czeskich w Królestwie Czech hamowały prześladowania. W 1548 roku cesarz Ferdynand I Habsburg wydał edykt, w którym zmusił znaczną część członków Jednoty Braterskiej do opuszczenia Czech lub do zmiany wyznania na katolickie. Bracia czescy emigrowali na Dolny i Górny Śląsk, do Niemiec oraz do Rzeczypospolitej, w której cieszyli się największą tolerancją religijną. W 1645 na zjeździe w Lesznie bracia czescy połączyli się z Kościołem reformowanym. 
W XVIII wieku w Saksonii emigranci z Moraw znaleźli możnego protektora w osobie Mikołaja von Zinzendorfa i za jego sprawą utworzyli Kościół braci morawskich. W XVIII wieku na Dolnym i Górnym Śląsku władze Królestwa Prus rozpoczęły likwidację niezależności zborów czeskich i po 1817 roku włączały je w struktury Pruskiego Kościoła Unijnego. 
W XIX wieku tylko w Królestwie Kongresowym przetrwały dwa zbory, podporządkowane konsystorzowi ewangelicko-reformowanemu w Warszawie.

### Bracia czescy podczas wojny trzydziestoletniej
Rola braci czeskich w monarchii habsburskiej wzrosła z początkiem XVII wieku. W 1609 roku uzyskali oni od cesarza Rudolfa II wolność wyznania (Rudolfův Majestát) w Czechach i na Dolnym i Górnym Śląsku. W czasie wojny trzydziestoletniej byli główną siłą, która wyniosła na tron Fryderyka V Wittelsbacha i opowiadała się za wojną z dynastią Habsburgów.
Upadek powstania czeskiego w 1620 roku i druzgocąca klęska armii czeskiej na Białej Górze spowodowały dla braci czeskich niszczycielską falę prześladowań. Działalność braci czeskich została zakazana, a przywódcy Jednoty z seniorem Janem Ámosem Komenskim na czele udali się na emigrację. Resztki wspólnoty zeszły do podziemia. Kościół przetrwał w Czechach jako nieformalne i tajne gminy wyznaniowe na Morawach, na Śląsku, w Kotlinie Kłodzkiej i w Sudetach, gdzie jego wyznawcy doczekali się Patentu Tolerancyjnego z 1781 roku.

### Bracia czescy po 1781 roku
Po wydaniu w 1781 roku patentu tolerancyjnego bracia czescy nie odzyskali prawa do legalizacji swojego Kościoła. Zmuszeni zostali do praktykowania wyznania w ramach kościołów protestanckich, ewangelicko-augsburskiego lub ewangelicko-reformowanego (zob. Kościół ewangelicki w Austrii w latach 1781–1918). Ze zborów, które wówczas powstały w 1918 roku w Czechosłowacji stworzono Ewangelicki Kościół Czeskobraterski.

## Jednota Braci Czeskich na ziemiach polskich
Emigracja braci czeskich do Polski rozpoczęła się w XVI wieku. Przybyli do Polski w trzech falach: pierwsza w roku 1548 (edykt Ferdynanda I), druga po 1620 (bitwa na Białej Górze), trzecia po 1742. W Koronie Królestwa Polskiego znaleźli się oni pod opieką wielkopolskich magnackich rodów Ostrorogów i Leszczyńskich. Dzięki ich protekcji utworzyli trzecią (po czeskiej i morawskiej) prowincję kościelną, z głównym ośrodkiem religijnym w Ostrorogu, a później Lesznie. Odegrali ważną rolę w rozwoju reformacji w Wielkopolsce. 
W 1555 roku na synodzie w Koźminku bracia czescy weszli w unię z rodzącym się w Polsce Kościołem kalwińskim, która przetrwała dwa lata. W 1570 roku uczestniczyli w pracach nad unią ambony i ołtarza Kościołów ewangelickich w Rzeczypospolitej i byli sygnatariuszami Zgody sandomierskiej. W 1645 na zjeździe w Lesznie bracia czescy przyłączyli się do Kościoła reformowanego. Od końca XVII wieku zaczęli się coraz bardziej doktrynalnie upodabniać do kalwinizmu i pod koniec XVIII wieku o ich odmienności stanowiła właściwie tylko nazwa i autonomia gmin wyznaniowych. 
Wspólnota braci czeskich z Leszna wzięła czynny udział w przygotowaniach do najazdu szwedzkiego na Polskę. Spotkały ich za to represje, co przyczyniło się do upadku prowincji kościelnej. Choć w I fazie potopu wiele miast poddawało się Szwedom i oddawało miasta bez walki to spalono jedynie protestanckie Leszno.
W XVIII wieku liczebność wiernych Jednoty zaczęła drastycznie maleć. W 1817 roku ostatnich kilka zborów w Wielkim Księstwie Poznańskim zostało podporządkowanych pruskiemu konsystorzowi w Poznaniu, z zachowaniem jednak pewnej odrębności administracyjnej, jako Okręg Kościelny Poznań II, który istniał do 1945 roku.
Obecnie na terenie Polski największe skupiska potomków braci czeskich, którzy pielęgnują swoje tradycje religijne w ramach Kościoła Ewangelicko-Reformowanego w RP, znajdują się w okolicach Bełchatowa (Parafia Ewangelicko-Reformowana w Zelowie) i Strzelina (Parafia Ewangelicko-Reformowana w Strzelinie).

## Charakterystyka
Pierwotnie bracia czescy głosili program chrześcijańskich gmin zbudowanych na zasadzie ewangelicznej równości społecznej i ubóstwa. Odrzucali jako największe zło wojnę i przemoc. Unikali służby wojskowej i pełnienia funkcji publicznych. Głosili, że jedyna prawda jest zawarta w Biblii. Chrzcili i katechizowali ponownie konwertytów. Odrzucali dogmaty Kościoła katolickiego.
Po synodzie w Chlumcu z 1496 roku większość braci czeskich przyjęła naukę o potrzebie zmian w Kościele i otwarcia go na działalność naukową, społeczną oraz misyjną. W okresie reformacji doktryna czeskobraterska ewoluowała w kierunku kalwinizmu. Bracia czescy przyjęli program teologiczny koncentracji na świadectwie Pisma Świętego, uznaniu nauki o usprawiedliwieniu wyłącznie z łaski, odrzuceniu pośredniczącej roli kapłanów w drodze do zbawienia. Odrzucili wiarę w przeistoczenie i spowiedź uszną.